# Haselhorst (Berlino)

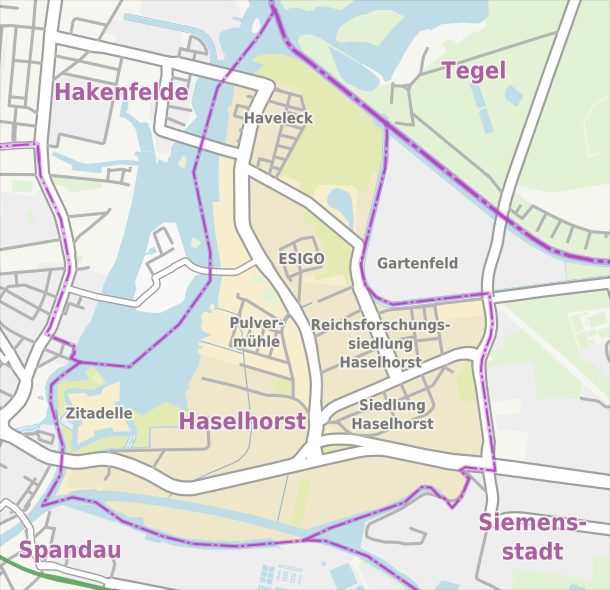
Mappa del quartiere

Haselhorst è un quartiere (Ortsteil) di Berlino, appartenente al distretto (Bezirk) di Spandau.